# Escort (film)
Escort is een Nederlandse film uit 2006 van Frank Ketelaar en is uitgebracht als Telefilm. De film is gebaseerd op een scenario van Ketelaar zelf. De film werd uitgezonden op zaterdag 27 mei 2006 en later in het jaar uitgebracht op dvd.
De film wordt ook wel de Nederlandse Indecent Proposal genoemd.

## Verhaal
Chantal is een jonge vrouw die gelukkig is met haar vriend Robin. Zij droomt al jaren van een eigen nagelstudio. Om die droom sneller te kunnen verwezenlijken verhuurt ze zich als escort - alleen gezelschap, geen seks. Dan doet haar vaste klant Jacobsen haar een voorstel. Hij vertelt haar dat hij niet lang meer te leven heeft en dat hij haar zijn vermogen nalaat als ze voor de tijd die hem nog rest zijn echtgenote wordt. Na vele emotionele discussies met Robin stemt ze toe. Maar als Jacobsen weigert dood te gaan, belandt Chantal in een ware nachtmerrie.

## Rolverdeling
- Rifka Lodeizen ... Chantal
- Bastiaan Ragas ... Robin
- Ton Kas ... Ruud
- Tom Jansen ... Jacobsen
- Kenan Raven ... Simon Jacobsen
- Eva van de Wijdeven ... Conchita
- Sabrina van Halderen ... Nanoek
- Pieter Van der Sman ... Oncoloog
- Herman Bolten ... Klant
- Stef van der Eijnden ... Klant
- Ger Thijs ... Notaris
- Maureen Teeuwen ... Trouwambtenaar
- Jimmy Antonius Roemer ... Barman
- Hans van Leipsig ... Priester
- Kees Boot ... Rechercheur Berkhof

## Prijzen
- Gouden Kalf beste tv-drama 2006
- Nominatie Gouden Kalf beste scenario 2006